# Brennan Manning
Brennan Manning nacido como  Richard Francis Xavier Manning (27 de abril de 1934, Brooklyn, Nueva York, Estados Unidos - 12 de abril de 2013, Nueva Orleans E.U.A.) fue un teólogo y sacerdote católico franciscano, y luego escritor laico y orador público estadounidense, conocido por sus libros y el más vendido “El evangelio de los andrajosos” (The Ragamuffin Gospel).

## Primeros años
Manning nació en la era de la Gran Depresión. Hijo de Amelia Furlon y Emmett Manning, quienes tuvieron 3 hijos. Estudió en la escuela primaria católica donde se dio cuenta de su habilidad para escribir apoyado por su maestra Mary Frances. Luego ingresó en Universidad St. John's de Queens durante dos años. En 1953, se alistó en el Cuerpo de Marines de los Estados Unidos y luchó en la Guerra de Corea. Fue muy amigo de Marine Brennan y su madre Frances, a quien describiría como su segunda madre. Después de regresar a Estados Unidos, estudió periodismo.

## Vida espiritual
En febrero de 1956 ingresó al seminario de Loretto, Pensilvania donde tuvo una profunda experiencia personal del amor de Jesucristo, donde pensaba dejar el seminario, pero mientras oraba en la capilla del seminario, “conoció a Jesús y pasó de Harán a Canaán de la fe a la fe”; "en ese momento, toda la vida cristiana se convirtió para mí en una relación íntima y sentida con Jesús".
Realizó sus estudios de filosofía en la Universidad Saint Francis, donde se graduó en 1960 y luego continuó estudiando teología. En mayo de 1963, se graduó del seminario y fue ordenado sacerdote franciscano adoptando el nombre de "Brennan", que se basó en parte a San Brendan y la madre de su amiga.
En 1967, Manning se unió a los Hermanitos de Jesús en Delaware, que en 1933 Charles de Foucauld había fundado, un instituto religioso comprometido para los hombres católicos que dedicaban a la oración y vida contemplativa y sin clausura entre los pobres. Por ello, Manning transportó agua en burro, trabajó como ayudante de albañil, paleando estiércol, cosechar trigo, construir gallineros y lavaplatos en Francia. Fue enclaustrado (por elección propia) en Suiza y pasó seis meses en una cueva remota en el Monegros, el desierto de Zaragoza, España.
En la década de 1970, Manning regresó a Estados Unidos y comenzó a escribir hasta 25 libros sobre cristianismo. Sufrió alcoholismo y luchó contra él por el resto de su vida. Entró en rehabilitación en la Fundación Hazelden Center City, Minnesota. En 1982 y decidió abandonar la orden franciscana.

## Vida pública
En su obra “Todo es gracia” (Al lis grace) admitió que no enfrentó totalmente su alcoholismo y las mentiras que utilizaba para compensar su inseguridad personal mientras estaba en rehabilitación, según dijo, por su madre distante y su padre alcohólico. Sin embargo, posteriormente le fue reconocida su honestidad.
Los escritos de Mannings llevaron a un ministerio más público, y a menudo se le pidió que hablara como conferencista y dirigiera retiros espirituales. Vio su trabajo como compartir las noticias del amor de Dios por las personas.
Manning a menudo hablaba públicamente de sus defectos y señaló en su reunión de aniversario de excompañeros de la escuela secundaria que durante su vida había sido "promiscuo, mentiroso, envidioso de los dones de los demás, insoportablemente arrogante, complaciente con la gente y fanfarrón", pero compartió cómo "Por pura gracia inmerecida, pudo abandonarme con confianza inquebrantable a la compasión y misericordia de Jesucristo". En 1990 publicó su libro más famoso “El evangelio de los andrajosos” cuyas ediciones posteriores incluyó el prólogo de Rich Mullins, quien cambió el nombre del grupo a la “Banda de los andrajosos”. 

En su libro “La Firma de Jesús”, Brennan escribió: 
San Pablo confirma que seguir a Jesús es tomar el camino real hacia el Calvario. A lo largo del camino del Calvario estarán esparcidos los esqueletos de nuestros egos, los cadáveres de nuestras fantasías, de control y fragmentos de justicia propia, espiritualidad autoindulgente y falta de libertad.”— 

## Últimos años
En 1993, Manning invitó a varios amigos varones a un retiro incluyendo a Rich Mullins, la cual se convirtió en un retiro anual y denominó al grupo como “Los Pecadores Notables”, quienes siguieron reuniéndose a pesar de la salud de Manning.
En 2008 la salud de Brennan, decayó por el síndrome de Wernicke-Korsakoff, un trastorno neurológico que tiene su origen en el alcoholismo, afectando su vida pública y conferencias, hasta que en 2009 cayó en Carolina del Norte rompiéndose las costillas al grado de retirarse oficialmente.
Pasó los últimos años dependiendo de un cuidador en Belmar New Jersey. Manning murió a los 78 años, el 12 de abril de 2013 en Nueva Orleans.

Manning durante su vida, afirmó que su trabajo solo tenía un mensaje: el increíble amor de Dios por las personas. Brennan escribió en “Recuerdos de la soledad”:
“En el momento en que concluyo que, ahora puedo hacer frente al maravilloso amor de Dios, ya estoy muerto. Podría contener más fácilmente el Golfo de México en un vaso, que comprender el amor salvaje e incontenible de Dios”.

## Vida privada
En 1982, se mudó a Nueva Orleans y se casó con Roslyn Ann Walker, una madre soltera y se divorciaron en el 2000, sin embargo el radicó ahí hasta su muerte.

## Obra
Escribió diversos libros, de los cuales unos han sido traducidos al español, portugués, alemán, y otros idiomas y son:
- Revolucionarios amables, 1970
- Recuerdos de la soledad, 1979
- Ajeno al odio a uno mismo, 1981
- Parábola de William Juan, 1985
- Profetas y amantes: en busca del Espíritu Santo, 1985
- León y Cordero. La implacable ternura de Jesús, 1986
- La Firma de Jesús, el llamado a una vida marcada por la santa pasión y la fe incansable 1988
- El evangelio de los andrajosos, 1990[6]
- El hijo de Abba: El grito del corazón por una pertenencia íntima, 1994 (NavPress)
- El niño que gritó Abba: una parábola de confianza y aceptación, 1996
- Reflexiones para andrajosos: devociones diarias. 1998
- Confianza despiadada: el camino del canalla hacia Dios, 2001
- Rich Mullins: Una flecha que apunta al cielo, 2001 (prólogo solista)
- El impostor que vive en mí. 2002
- Destellos de Jesús. 2002
- El hijo pródigo: una parábola del pecado y la redención, 2002 (b)
- Un vistazo a Jesús: el extraño al odio a sí mismo, 2003
- El latido del corazón de Rabíno 2003
- Posers, farsantes y aspirantes: desenmascarando tu verdadero yo, 2003
- La importancia de ser tonto: cómo pensar como Jesús, 2006
- El furioso anhelo de Dios, 2009
- El abrazo de Abba. Recuerdos de la soledad: encontrar descanso, 2009
- Parchados juntos: una historia de mi historia, 2010
- Todo es gracia: una memoria de andrajoso, 2011

## Filmografía
- Ragamuffin, 2014  (interpretado por Charles Lawlor)
- Brennan, 2016